# 麦克·D·科
迈克尔·道格拉斯·科（Michael Douglas Coe，1929年5月14日—2019年9月25日），通常译为麦克·D·科，是一名美国考古学家、人类学家，主要研究前哥倫布時期的中美洲，尤其是瑪雅文明。他曾是耶鲁大学人类学教授、皮博迪自然史博物館馆长。

## 生平
他是设计师克洛弗·西蒙顿（Clover Simonton）和银行家威廉·罗杰斯·科（William Rogers Coe）的儿子，年少时就读于費怡中學、圣保罗学校。1950年，他毕业于哈佛大学，随后又在哈佛攻读博士，导师是戈登·藍道夫·威利，1959年获人类学博士学位。期间，他在1955年与费奥多西·多布然斯基的女儿索菲结婚，后者当时是拉德克利夫学院人类学本科生。
科的兄弟威廉·罗伯逊·科二世 (William Robertson Coe II ) 也是一名玛雅文化研究者，但两兄弟在1960年代闹翻，此后不相往来。
朝鲜战争期间，科曾担任中央情报局专员，在西方公司工作。科进入耶鲁大学工作后，和他的学生为玛雅文字的破译做出了巨大贡献。他支持尤里·克诺罗索夫和语音破译法，反对J·E·S·汤普森。